# Gabella

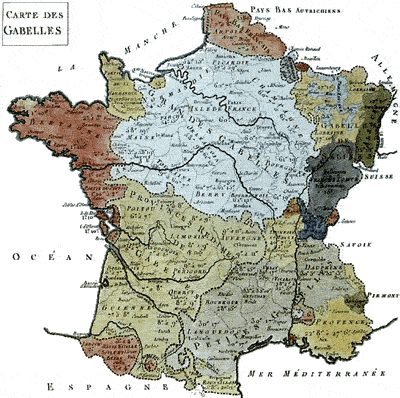
Mapa Francie se solnou daní v 18. století

Gabella či gabelle (ze středověko-latinského gabulum: dávka, daň, poplatek) byla ve Francii daň uvalená původně na jakýkoliv druh zboží nebo statku. Jako gabella emigrationis byl poplatek za vystěhování, který se platil z majetku, který si emigrant odvezl ze země. Gabella hereditatis byla daň, která se platila z dědictví nebo darů, které odcházely do ciziny. Termín gabella se ale posléze omezil jen na daň ze soli. V průběhu doby se solná daň stala jednou z nejneoblíbenějších daní v zemi a přestože ji chtěli zrušit mnozí reformátoři, byla zrušena až dekretem Ústavodárného shromáždění dne 21. března 1790.

## Historie
Solná daň byla zavedena v roce 1286 za panování Filipa IV. původně jako dočasná, nouzová daň, Karel V. z ní ale učinil trvalou daň. Král nařídil, že každá osoba starší osmi let má nárok na týdenní minimální množství soli za pevně stanovenou cenu. Když byla gabella zavedena poprvé, byla ve všech provinciích království jednotná, ale během doby se povinnost platby začala rozlišovat do několika skupin:
- Pays de grandes gabelles (země velké gabelly) s nejvyšší daní (na mapě světle modá): Normandie, Champagne, Pikardie, Île-de-France, Maine, Anjou, Touraine, Orléanais, Berry, Burgundsko, Bourbonnais.
- Pays de petites gabelles (země malé gabelly), kde byla daň poloviční oproti první skupině (na mapě šedivé): Dauphiné, Vivarais, Gévaudan, Rouergue, Provence, Languedoc.
- Pays de salines (země slaniskové), kde byla zrušena daň ze soli ze slanisek (na mapě olivově zelená): Lotrinsko, Alsasko, Franche-Comté, Lyonnais, Dombes, Roussillon.
- Pays redimés (země vykoupené), které byly v roce 1549 od daně osvobozeny (na mapě zeleně): Poitou, Limousin, Auvergne, Saintonge, Angoumois, Périgord, Quercy, Bordelais, Guyenne.
- Pays exempts (země zproštěné), které měly výjimku z placení soli poté, co byly připojeny k Francouzskému království (na mapě hnědě).
- Pays de quart-bouillon, kde se sůl získávala z mořské vody: Cotentin, vikomtství Domfront a Vire, pět soudních okrsků ve vikomtství Bayeux (Isigny, Cerisy, Saint-Clair, Thorigny a Veys) a rovněž čtyři farnosti v Auge (Bonneville-sur-Touques, Saint-Pierre-de-Touques, Saint-Thomas-de-Touques a Trouville-sur-Mer).

Výrobci museli od roku 1342 svou sůl ukládat v solných komorách (grenier à sel), které byly zřizeny v každé provincii, jinak hrozila její konfiskace. Solná komora stanovila pevnou částku, za kterou sůl vykupovala a prodávala ji posléze obchodníkům za vyšší cenu.